# Thorsten Botz-Bornstein

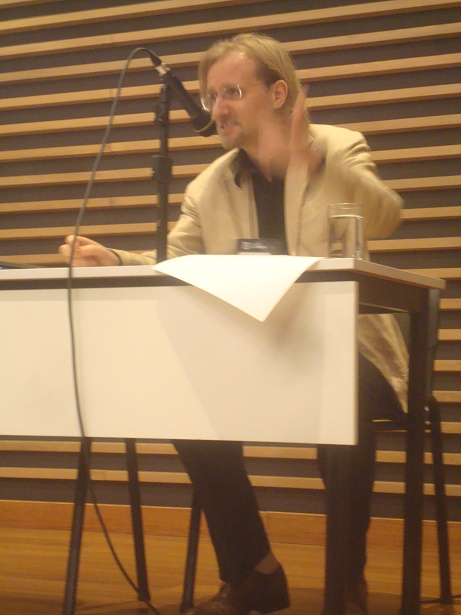
Thorsten Botz-Bornstein at the Jornadas Filosofia in Bogota in 2012

Thorsten Botz-Bornstein, né en 1964, est un philosophe allemand spécialisé dans l’esthétique et la philosophie interculturelle. Il est professeur de philosophie à la Gulf University for Science and Technology (en) au Koweït et directeur du Global Studies Center. 

## Biographie
Thorsten Botz-Bornstein est né en Allemagne, a effectué ses études de philosophie à l'université Paris 1 Panthéon-Sorbonne de 1985 à 1990, il a soutenu sa thèse de doctorat à l’université d'Oxford en 1993 sous la direction de Colin Davis. Il a reçu son habilitation à diriger des recherches de l’École des hautes études en sciences sociales (EHESS) de Paris en 2000. Après son doctorat il a travaillé pendant quatre ans à l’université d'Helsinki (Finlande) réalisant des recherches sur la sémiotique et le formalisme russe. La recherche se passait dans les pays Baltes et à Saint-Pétersbourg. Après il a passé trois ans au Japon dans diverses institutions universitaires et travaillé sur l'École de Kyoto. Puis Botz-Bornstein a été conseiller et chercheur au Centre de Cognition de l’université de Hangzhou (Chine) pendant plus que deux ans. De 2007 à 2009, il était maître de conférence enseignant la philosophie à l'université de Tuskegee en Alabama (États-Unis), une université afro-américaine. Il est actuellement professeur de philosophie à la Gulf University for Science and Technology au Koweït.

## Objets d'étude
Dans sa philosophie, Thorsten Botz-Bornstein tente d’établir les liens conceptuels entre le style, le jeu et le rêve et il poursuit cette tâche en empruntant des éléments notamment aux philosophies « non-occidentales » (russe, japonaise et chinoise), à l’architecture et à l’esthétique du cinéma.
Stylistique du jeu et du rêve
Dans sa thèse de doctorat Botz-Bornstein tentait de donner des définitions précises du ‘Spiel’ de Hans-Georg Gadamer, du ‘jeu’ de Jacques Derrida et du ‘game’ de Ludwig Wittgenstein. Depuis, la philosophie de Botz-Bornstein est base sur une « stylistique générale ». Est-ce que le rêve comporte des traits ludiques, c'est-à-dire, est-ce que son déroulement (surtout sur le plan esthétique) a des affinités avec le jeu? Est-ce que le jeu lui-même est un rêve?
Philosophie de l'espace
L'ambition de plusieurs de ses recherches est de trouver et de développer un ensemble d'idées philosophiques sur l'espace, la culture et la communauté. Il se penche par exemple, sur les premières décennies du XXe siècle au Japon et en Russie. Au Japon et en Russie certains philosophes réussiraient à combiner les notions de temps et d'espace afin de décrire une sorte de "développement spatial" (mestorazvitie en russe). La pensée du philosophe japonais Kitarō Nishida reste importante pour Botz-Bornstein parce que pour Nishida, l'État n'est pas la forme la plus haute de cohérence que peut obtenir un peuple vraiment civilisé. Une fois l'État établi, le peuple ne devrait pas regarder vers "l'intérieur", vers son origine ethnique pour y trouver son identité, mais vers "l'extérieur" afin de développer son identité en relation avec le monde. 
Le rêve
Botz-Bornstein développe une philosophie du rêve qui s’écoule des réflexions sur le cinéma mais il analyse aussi les différentes façons dont le phénomène du rêve a été conçu dans les traditions philosophiques de l'Asie de l'Est. Il observe "d’autres" concepts occidentaux des rêves qui ont été développés par des théoriciens et artistes occidentaux. Selon des principes aristotico-platoniciens, le poète crée une copie stylisée de la réalité dans laquelle il préserve l'essence de l'original. Dans l'art Zen par contre, l'essence se présente comme un style qui n’est pas allé à travers la stylisation ou comme un jeu dans lequel rien n'a été objectivé. Il ne faut ni représentation objective de la réalité ni évocation subjective de l'état psychologique de la personne qui voit cette réalité. En tant qu’autoreprésentation momentanée de la réalité absolue qui dépasse la réalité objective aussi bien que l’imagination objectivante, la réalité porte des caractéristiques autosuffisantes d’un rêve. 
La "modernité du Nouveau Monde"
Botz-Bornstein est convaincu que le nouveau millénaire se distingue par une culture populaire dominée par deux types d’esthétique: le « cool afro-américain » qui, propulsé par la musique du hip-hop et l’esthétique japonaise du « Kawaii » mondialement répandue par la puissante industrie japonaise du manga. Botz-Bornstein s’appuie surtout sur le philosophe afro-américain Cornel West qui entrevoit « la culture hip-hop telle qu’elle se manifeste dans le monde entier de nos jours » comme l’exemple de « l’anéantissement de l’homogénéité culturelle du protestantisme anglo-saxon des mâles blancs » et appelle ce phénomène la culture de la « Modernité du Nouveau Monde ». De la même façon, la culture du  kawaii s’engage à lutter contre une modernité « officielle » qu’elle tente de remplacer par un mode culturel plus subtil. Alors qu’au sein de la culture « blanche » européenne et américaine, le cool et le kawaii – qui signifie littéralement « mignon » – étaient définis comme des notions opposées, la « Modernité du Nouveau Monde », soutenue par l’esthétique afro-japonaise, réunit les deux en suivant un modèle alternatif ou de synthèse à déchiffrer.
L'hyperréalisme
La recherche sur l’hyperréalisme et de ses effets sur la perception de soi-même et sur l’identité culturelle est étroitement liée aux objets de recherche précédents. L’hyperréalité représente une réalité exaltée ou idéalisée. Plus précisément, il s’agit de l’état dans lequel il est impossible de distinguer entre la réalité et un produit de l’imagination, non pas parce que ce produit serait une tellement bonne imitation de la réalité, mais parce que les images des choses produites par l’hyperréalité n’ont jamais reposé sur une réalité « antérieure ». Botz-Bornstein utilise le concept de l’hyperréalité pour une analyse de l’Amérique et de la Chine mettant en parallèle la théorie de la culture chinoise comme vasque de pâte de soja de l’écrivain Bo Yang et la vision d’une Amérique élaborée par Jean Baudrillard.
Philosophie et culture
L'expansion globale des modes de production risque de supprimer les particularités culturelles des peuples et d'aliéner les ressources intellectuelles et morales inhérentes à leurs traditions ancestrales. Comment la philosophie se défendra-t-elle de ces tendances ? En liaison avec sa philosophie de l’espace, Botz-Bornstein propose une approche qui tente de comprendre n’importe quelle philosophie « locale » en tant que mindscape philosophique. Lorsque nous tentons de saisir par exemple l'essence de la "philosophie japonaise", notre intellect ne pénètre pas une sphère dans laquelle chaque élément occupe une position fixe, mais nous percevons cette "philosophie japonaise" de la même manière dont un corps perçoit un paysage. Le corps, au moment où il aperçoit un "scape", est incapable de le localiser indépendamment de sa propre position (changeante) à l’intérieur de ce "scape", il est donc obligé de situer chaque impression à partir de son corps dans une totalité englobante.

## Monographies
Auteur
- La Chine contre l'Amérique. Culture sans civilisation contre civilisation sans culture? (Paris: L'Harmattan, 2012)
- Conspiracy and Contingency: How to Deal with Fake Necessities (Anthem 2025)
- How Much Religion is Good for Us? If Religion Were a Game (Routledge 2024)
- Daoism, Dandyism, and Political Correctness (SUNY 2023)
- The Philosophy of Lines: From Art Nouveau to Cyberspace (Palgrave 2021)
- Micro and Macro Philosophy: Organicism in Biology, Philosophy, and Politics (Brill, 2020)
- The New Aesthetics of Deculturation: Neoliberalism, Fundamentalism and Kitsch (Bloomsbury, 2019).
- The Political Aesthetics of ISIS and Italian Futurism (Lexington, 2018)
- Organic Cinema: Film Architecture, and the Work of Bela Tarr (Berghahn, 2017)
- Transcultural Architecture: Limits and Opportunities of Critical Regionalism (Ashgate, 2015)
- Veils, Nudity, and Tattoos: The New Feminine Aesthetics (Lexington, 2015)
- Virtual Reality: The Last Human Narrative? (Brill, 2015)
- The Veil in Kuwait: Gender, Fashion, Identity (with Noreen Abdullah-Khan) (Palgrave, Pivot Series, 2014)
- Place and Dream: Japan and the Virtual (Rodopi, 2004)
- Films and Dreams: Tarkovsky, Sokurov, Bergman, Kubrik, Wong Kar-wai (Lexington, 2007)
- Vasily Sesemann: Experience, Formalism and the Question of Being (Rodopi, 2006)
- Aesthetics and Politics of Space in Russia and Japan (Lexington, 2009)
- The Cool-Kawaii: Afro-Japanese Aesthetics and New World Modernity (Lexington, 2010)
- The Monstrous Darkness of Tomorrow (Novella, 2018)
- Kuwait 2059 (Novella, 2019)
- Cyber Dorian (Novella, 2021)

Directeur
- Tracking Global Wokeism (Brill, 2025)
- Parasite: A Philosophical Exploration (with G. Stamatellos) [on the film by Bong Joon-Ho]. (Brill, 2022).
- Plotinus and the Moving Image: Neoplatonism and Film Studies (with G. Stamatellos,  Brill, 2017)
- Inception and Philosophy: Ideas to Die For (Chicago: Open Court, ‘Philosophy and Popular Culture Series’, 2011)
- Re-ethnicizing the Minds? Tendencies of Cultural Revival in Contemporary Philosophy (Rodopi, 2006)
- The Philosophy of Viagra: Bioethical Responses to the Viagrification of the Modern World (Rodopi, 2011)
- Culture, Nature, Memes: Dynamic Cognitive Theories (Cambridge Scholars Press, 2008)
- The Crisis of the Human Sciences: False Objectivity and the Decline of Creativity (Cambridge Scholars Press, 2012)